# آماگو یوشی‌هیسا
آماگو یوشی‌هیسا (به ژاپنی: 尼子 義久) (۱۵۴۰ – ۱۶۱۰ میلادی) یکی از دایمیو‌های ژاپنی در دوره سنگوکو بود. او بر ولایت ایزومو حکمرانی می‌کرد.